# Hans Bohr
Hans Henrik Bohr (7. april 1918 i København – 12. juli 2010 i Søborg) var en dansk overlæge, professor, dr. med., søn af Niels Bohr og bror til Aage, Erik og Ernest Bohr.

## Uddannelse
Han var søn af fysiker og professor Niels Bohr og hustru Margrethe født Nørlund, blev student fra Sortedam Gymnasium 1936. 1943 måtte familien Bohr flygte til Sverige, hvor Hans Bohr tog medicinsk eksamen 1944. Han gik ind i Den Danske Brigade som underlæge og vendte hjem ved befrielsen 1945. Bohr vandt Københavns Universitets guldmedalje for prisopgave i klinisk medicin 1947 og blev dr. med. 1954. Hans disputats, Bestemmelse af blodvolumenet med radioaktivt fosfat, handlede om bestemmelse af organismens blodmængde ved hjælp af et radioaktivt mærket fosfat.

## Karriere
Bohr blev specialist i kirurgi 1956 og i ortopædi 1958. Han ledede et laboratorium for knogleforskning på Ortopædisk Hospital i København 1960-68, havde speciallægepraksis i kirurgi og ortopædi 1961-68 og overlæge ved ortopædisk-kirurgisk afdeling på Kysthospitalet på Refsnæs 1968, hvilket han var til 1984. Samtidig var han professor og leder af Rigshospitalets laboratorium for knogleforskning, hvor han arbejdede med eksperimentelle studier inden for sit område. Blandt andet var kalkstofskiftet og dets sammenhæng med knoglernes tilstand genstand for Bohrs undersøgelser. Bohr var konsulent i knogletuberkulose ved Københavns Amts lungemedicinske afdeling. Han blev senere læge ved Socialforskningsinstituttet og knyttet til Invalideforsikringsretten.
Bohr skrev ud over sin disputats forskellige andre arbejder og afhandlinger om blodvolumen, studier over knoglernes vækst ved hjælp af tetracyclinmærkning, dyreeksperimentelle undersøgelser m.m.
Hans Bohr blev gift 25. september 1945 med Ann Skov (1. juni 1921 - 1994), datter af gesandt Peter Skov og hustru Karen født Eyber.
Han er begravet på Tibirke Kirkegård.